# Nazi Concentration Camps
Nazi Concentration Camps (en español: Campos de Concentración Nazis), también conocido como Nazi Concentration and Prison Camps (tdl. Campos de concentración y prisión Nazis), es un documental estadounidense de 1945 que registra la liberación de los campos de concentración nazis por las fuerzas aliadas durante la Segunda Guerra Mundial. Fue producida en Estados Unidos a partir de filmaciones capturadas por fotógrafos militares que servían en los ejércitos aliados mientras avanzaban hacia Alemania. La película fue presentada como prueba de los crímenes de guerra nazis en los juicios de Nuremberg en 1945, y en el juicio de Adolf Eichmann en 1961.
En 1944, el general Dwight D. Eisenhower solicitó al director de cine George Stevens que organizara un equipo de fotógrafos y camarógrafos para capturar el desembarco de Normandía y la campaña del norte de África. El grupo de 45 personas reunido fue apodado Unidad de Cobertura Especial (Special Coverage Unit; SPECOU). Inicialmente no se contempló el uso de las imágenes como prueba en un juicio por crímenes de guerra; sin embargo, el 25 de abril de 1945, el Cuartel General Supremo de las Fuerzas Expedicionarias Aliadas (Supreme Headquarters of the Allied Expeditionary Forces; SHAEF) emitió un memorando ordenando a los camarógrafos del Signal Corps que tomaran fotografías y videos completos de los campos. El memo sugería el posible uso de ese metraje como prueba para la Comisión de Crímenes de Guerra del Juez Abogado General.
La película fue presentada en la sala del tribunal el 29 de noviembre de 1945 y se incluyó como prueba en el proceso; Incluye escenas extremadamente gráficas y conmocionó tanto a los acusados como a los jueces, quienes aplazaron el juicio. La película, de aproximadamente una hora de duración y distribuida en seis rollos, comprende 6000 pies (1829 m) de los 80 000 pies (24 384 m) de película filmada por camarógrafos estadounidenses y británicos. La película contiene imágenes de la liberación de doce campos en Austria, Bélgica y Alemania: Leipzig, Penig, Ohrdruf, Hadamar, Breendonk, Hannover, Arnstadt, Nordhausen, Mauthausen, Buchenwald, Dachau y Belsen.